# コートジボワール

コートジボワール共和国
République de Côte d'Ivoire

国の標語：Union, Discipline, Travail
（フランス語: 統一、規律、労働）
国歌：L'Abidjanaise（フランス語）
アビジャンの歌

コートジボワール共和国（コートジボワールきょうわこく）、通称コートジボワール（Côte d'Ivoire）は、西アフリカの共和制国家である。東はガーナ、北はブルキナファソ、マリ、西はギニア、リベリアと国境を接し、南は大西洋に面する。首都はヤムスクロだが、ほとんどの首都機能は旧首都のアビジャンに所在している。
かつて日本では意訳による漢字表記で「象牙海岸共和国」（ぞうげかいがんきょうわこく）と呼ばれていたが、後述の理由から現在は使用されていない。

## 国名
国名は公用語のフランス語を正式名称としており、(la) République de Côte d'Ivoire（レピュブリック・ドゥ・コットディヴワール）。通称が (la) Côte d'Ivoire（フランス語: [kot diˈvwaʁ]）。フランス語では、国名・地名などの固有名詞が2つ以上の単語から成る場合はトレデュニオン（ハイフン）で繋げることになっているため Côte-d'Ivoire との表記も見られるが、同国政府はトレデュニオンを挟まないものを正式名称としている。
Côte d'Ivoire は、Côte（海岸）、d'（「〜の」を意味する de のエリジオン）、Ivoire（象牙）、すなわち「象牙の海岸」という意味である。独立以前の植民地時代から、この地域にある海岸の名称として、以下のように各国語への意訳が行われていた。
| 言語名       | 表記                 | カナ転写                             |
| ------------ | -------------------- | ------------------------------------ |
| 日本語       | 象牙海岸             | ぞうげかいがん                       |
| 中国語       | 象牙海岸             | シャンヤーハイアン                   |
| 朝鮮語       | 상아해안             | サンアヘアン                         |
| 英語         | Ivory Coast          | アイヴォリ・コウスト                 |
| ドイツ語     | Elfenbeinküste       | エルフェンバインキュステ             |
| オランダ語   | Ivoorkust            | イヴォールクスト                     |
| スペイン語   | Costa de Marfil      | コスタ・デ・マルフィル               |
| ポルトガル語 | Costa do Marfim      | コスタ・ド・マルフィム               |
| イタリア語   | Costa d'Avorio       | コスタ・ダヴォーリョ                 |
| ロシア語     | Берег Слоновой Кости | ベーレグ・スラノーヴァイ・コースティ |
| アラビア語   | ساحل العاج           | サーヒル・アル・アージュ             |

独立後も、各国はこれらの意訳を外名（エクソニム）として用いていたが、1985年にフランコフォニー国際機関がフランス語の国名"Côte d'Ivoire"を意訳しないよう求める決議を行い、翌1986年から政府が意訳による外名の使用廃止とフランス語国名の採用を各国に要請している。そのため、現在の英語表記はフランス語に従って、(the) Republic of Côte d'Ivoire（リパブリク・ァヴ・コウトゥ・ディヴワ）、通称が Côte d'Ivoire（英語発音: [ˌkoʊt diˈvwɑr]）とされ、アメリカ合衆国連邦政府もこの呼称を採用しているが、英語圏の民間レベルでは"Ivory Coast"が頻繁に見られる。中国語の場合、外交関係を有する中華人民共和国政府では音韻転写の科特迪瓦（クォウトゥディウワー）を用いているが、外交関係を有しない中華民国（台湾）政府では現在も象牙海岸（シャンヤーハイアン）が用いられている。国民・形容詞の英語表記はIvorian。
独立後のオリンピック初参加となった1964年東京オリンピックの開会式では、英語名の"Ivory Coast"を片仮名へ転写した「アイボリーコースト」の名称で入場した。その6年後の1970年に開催された大阪万博では「象牙海岸館」の名称でパビリオンを出展している。1986年にコートジボワール政府から日本政府へ外名の変更を要請されて以降、外務省大臣官房総務課が内規として定める『国名表』で「象牙海岸」に加え「コートジボワール」も選択表記という形で公文書への使用が可とされた。これを受けて外務省編集の（財）世界の動き社『世界の国一覧表』が「象牙海岸」から「コートジボワール」に表記を変更し、日本郵便の宛先表記やNHKを始めとするマスメディア各社、民間の書籍でも「コートジボワール」が使用されるようになっている。それ以降も法文上はなお「象牙海岸共和国」が使用されていたが、2003年に国名の日本語標準表記の根拠法令とされる在外公館の名称及び位置並びに在外公館に勤務する外務公務員の給与に関する法律（在外公館設置法）別表1の改正で当時は既に一般的でなくなっていた他の国名表記と合わせて見直しが実施され、法文上の表記に関しても「象牙海岸」を廃して「コートジボワール」に統一された。これは政体の変革などに伴う変更を別にすれば、日本語における国名の標準表記が変更された初めての例である。
2003年（平成15年）に日本で制定された在外公館設置法の別表1改正以降の日本語表記はコートジボワール共和国、通称がコートジボワール。一部の地図帳や社会科の教科書、教育書籍などの文献では語感の都合から「コートジボアール」という表記ゆれも見られる。日本語では片仮名表記の字数が8文字と多くなるため「コートジ」と略されることもあるが、駐日コートジボワール大使館は「コートジボワールという国名に残念ながら、略称は存在しない。コートジボワールとそのまま表記してほしい」としており、在コートジボワール日本大使館は、関係者間で何について話しているか分かっているという前提で「コートジ」と略すことはあるものの、公式な略称ではないとしている。
サッカーコートジボワール代表の愛称は「Les Éléphants（象）」であるが、報道では英語読みの「エレファンツ（elephants）」も使用されている。

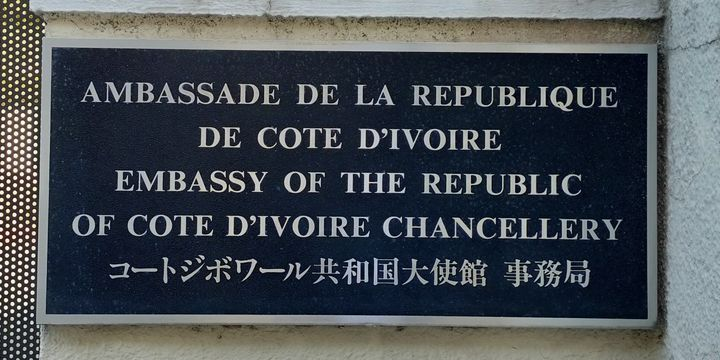
駐日大使館の館名板

## 歴史

### 象牙の海岸
15世紀にポルトガル、イギリス、オランダなどヨーロッパの貿易船が奴隷と象牙の売買に来航した。黄金海岸、胡椒海岸（穀物海岸）、奴隷海岸などとともに、この地には象牙の海岸（Côte d'Ivoire）という名が付けられた。
17世紀半ばにフランスが西アフリカ経営に乗り出した。

### フランス領西アフリカ

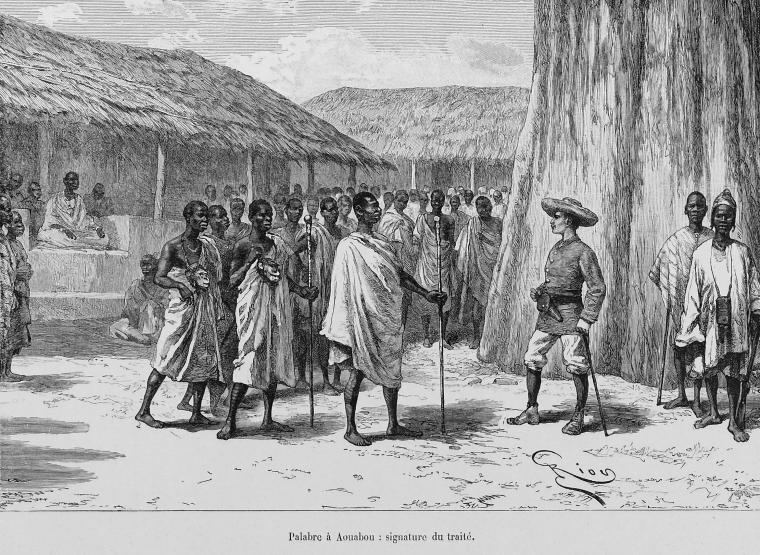
協定に調印する仏領西アフリカのLouis Gustave Binger（1892年）

1843年から1844年にen:Louis Édouard Bouët-Willaumezがグラン・バッサムの王と条約を締結して保護国とし、徐々に沿岸部から内陸部へと支配領域を拡大した。
en:Ashanti–Fante War（1806年 - 1807年）、en:Ga–Fante War（1811年）、en:Ashanti–Akim–Akwapim War（1814年 - 1816年）、en:Anglo-Ashanti wars（1823年 - 1831年、1863年 - 1864年、1873年 - 1874年、1895年 - 1897年）、en:War of the Golden Stool（1900年）。
アフリカ分割が始まると、1893年にフランスの植民地フランス領西アフリカとなり、1904年にアビジャン（1983年まで首都）が建設された。全土の制圧は1917年にまでもつれ込んだ。

### 独立と成長

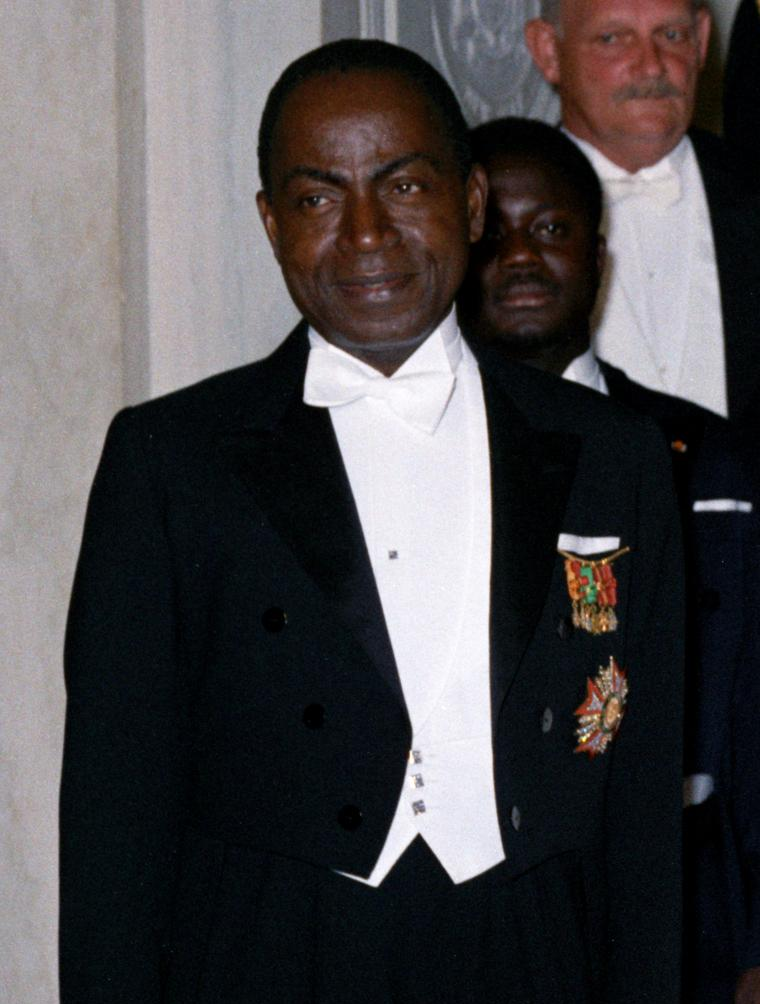
フェリックス・ウフェ＝ボワニ大統領。親西側政策でコートジボワールの経済成長を実現した。

シャルル・ド・ゴール仏大統領の植民地放棄の流れの中で、1958年12月4日にフランス共同体自治国となり、1960年8月7日に正式独立、初代大統領にはコートジボワール民主党（PDCI）のフェリックス・ウフェ＝ボワニが就任した。PDCIによる一党制とウフェ＝ボワニ大統領のカリスマ性によって政治は安定し、開放政策が採られ、1960年代から1970年代にかけて年平均8パーセントの驚異的な経済成長を遂げ、その発展は「イボワールの奇跡」（英: Ivorian miracle）と呼ばれた。
冷戦終結に伴う国際的な民主化の流れの中で、1990年10月に初の複数候補による大統領選挙が行われ、ウフェ＝ボワニ大統領が7選。11月には初の複数政党制での総選挙が実施され、PDCIが圧勝したが、イボワール人民戦線（FPI）など野党も議席を獲得した。
1993年にウフェ＝ボワニ大統領が在職33年で死去すると、憲法上の規定に則って、国民議会議長でPDCI党員のコナン・ベディエが第2代大統領に就任した。1995年10月の大統領選では、主要野党がボイコットするなか、ベディエ大統領が圧勝。11月の総選挙でPDCIが絶対多数を確保した。

### クーデター
1999年12月24日、現職に不満を持った軍のロベール・ゲイ元参謀長らがクーデターを強行し、翌日には軍事政権「国家国民救済委員会」を設置、2000年1月にゲイが第3代大統領に就任した。5月にゲイ大統領は民政復帰に向け、新憲法制定のための国民投票や大統領選、議会選を順次実施する方針を発表した。7月に新憲法草案が国民投票で承認され、10月22日には大統領選も実施されたが、軍事政権は集計作業を中断させてゲイ大統領の当選を一方的に発表した。しかし、市民らの抗議行動でゲイは逃亡し、10月26日にはFPIのローラン・バグボが第4代大統領に就任した。バグボ大統領は27日にFPI選挙対策幹部のンゲサン・アフィ（en）を首相に指名、挙国一致内閣が成立したが、共和連合（RDR）は新政府に参加しなかった。
2002年4月、ゲイによるクーデターでフランスに亡命したベディエ元大統領がPDCI党首に再選された。6月29日にはブルキナファソ国籍と見なされて大統領選などへの立候補を拒否されたRDR党首のアラサン・ワタラ元首相がコートジボワール国籍を取得し、大統領選へ出馬するものと考えられた。

### 第1次コートジボワール内戦

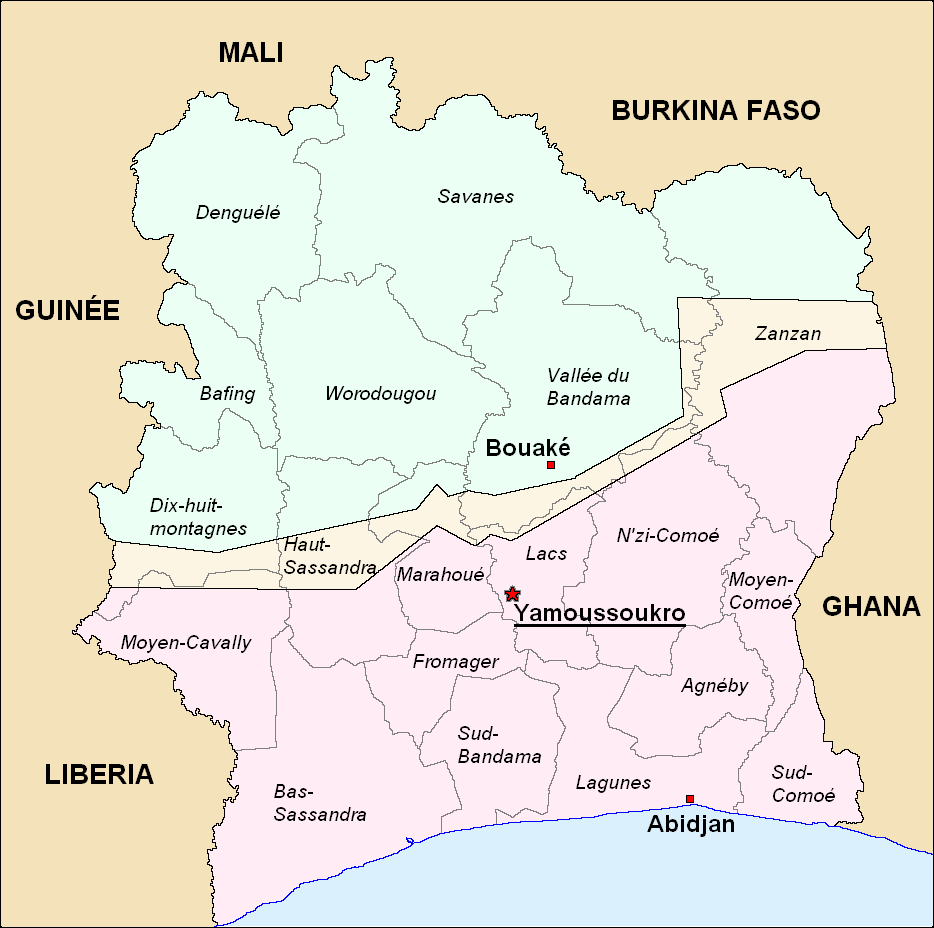
コートジボワール内戦での南北分断の構図。

2002年9月19日、バグボ大統領の軍機構改革で退役を迫られたことなどを不服とする軍人ら約750人による反乱軍「コートジボワール愛国運動」（MPCI）が、アビジャンやブアケなど主要都市で蜂起した（第1次コートジボワール内戦）。政府軍との戦闘によって、反乱軍の黒幕と見られるゲイ前大統領が死亡。一方の政府はドゥドゥ内相が殺害され、アミチア・スポーツ相も身柄を拘束され、22日までに戦闘による死者は270人、負傷者は300人に上った。22日にフランスは自国民らの保護を目的に国軍をコートジボワールへ派遣し、27日までに日本人11人を含む1,500人を救出した。
29日には西アフリカ諸国経済共同体（ECOWAS）がガーナのアクラで緊急首脳会議を開き、政府軍と反乱軍の仲裁に乗り出すことを決めた。バグボ大統領は10月12日にクアシ国防相を解任し、自ら国防相を兼任すると発表。対する反乱軍は17日にブアケでセネガルなどの調停に応じて停戦協定に調印、政府側も停戦に応じた。ECOWASは26日に停戦監視のため西アフリカ諸国平和維持軍（ECOMOG）を派遣することで合意し、11月には政府と反乱軍がトーゴのロメで和平交渉を開始した。11月28日に西部のマン周辺で正義平和運動（MJP）や大西部人民運動（MPIGO）を名乗る反政府勢力が政府軍と交戦、29〜30日にかけてはフランス軍とも衝突して、反政府勢力の約10人が死亡し、フランス軍も兵士1人が負傷する事件が発生したが、2003年1月にパリ郊外で開かれた和平会議で3つの反政府勢力、野党の各代表が暫定政府発足と内戦終結の和平案に合意し、7月には双方が「停戦」を宣言した。
この内戦の段階で反乱軍コートジボワール新勢力（FN）が急速に勢力を伸ばし、北部の地域を占領して支配下に置いた。政府は病院関係者や教師に対して、FN支配地域からの移動を命令したため、北部では医療・教育が崩壊し、衛生環境悪化など人道危機に直面した。「停戦」後も政府とFNの対立は続いて南北の分断は固定化し、国民の移動は禁じられた。
2004年10月にFNが挙国一致内閣より離脱した。政府軍は11月4日にFN占領地域を空爆、6日に政府軍がブアケのフランス軍を誤爆し、9名の仏軍兵士が死亡した。フランス軍は報復として、アビジャン空港などに駐機していたコートジボワール空軍機（Su-25×2機、ヘリコプター5機）を破壊した。この反動で、政府放送の扇動を受けた、シャルル・ブレ・グデが指導する「ジュンヌ・パトリオット」（バグボ大統領派の愛国青年運動）がアビジャン市各所で暴動を始め、フランス人の民家やフランス関連施設などに対する略奪・暴行・殺人事件が発生した。避難できない外国人およそ数百名を急遽退去させるため、仏軍は市内の要所を一時的に確保、その間に退去者をヘリコプターでアビジャン空港まで移送した。また、この際にフランス軍と群衆の間で銃撃事件が発生したが、実際の死傷者数、威嚇射撃の有無などに関する両国政府の主張に食い違いがある。
2005年4月、南アフリカの仲裁によって政府とFNら反政府グループの間で、「敵対関係の解消」「反政府組織の武装解除」などが合意されたが、手続きは停滞した。国際連合安全保障理事会は10月に大統領選挙を行うことを計画していたが、武装解除と大統領選挙実施に必要な住民登録ができないために、9月にバグボ大統領の任期を1年延長することを認めた。12月にはセイドゥ・エリマン・ジャラ（en）首相に代わって、西アフリカ諸国中央銀行（BCEAO）総裁のシャルル・コナン・バニー（en）が首相に指名され、挙国一致内閣が再度組閣された。
2006年1月、国際連合コートジボワール活動（UNOCI）やアフリカ連合（AU）傘下の作業グループが、国民議会の任期延長認めないと発表したとして、「ジュンヌ・パトリオット」たちがアビジャン市内の道路を封鎖した。また、国内のフランス軍とPKOに従事する各国軍（バングラデシュ、モロッコ、セネガルなど）の基地、フランス大使館、国営テレビ前で抗議活動が行われた。西部に駐留するバングラデシュ軍はそれらに発砲して4名が死亡した。結局、ナイジェリアのオルシェグン・オバサンジョ大統領が、作業グループにはそのような権限はないと認めて、騒動に終止符を打った。しかし7月19日、シャルル・コナン・バニー首相の推し進めている、選挙実施のための身分証明書の発行方法に不満を持つ「ジュンヌ・パトリオット」が、アビジャン市内の主要な道路にバリケードを築いて、交通を遮断するなど、騒動が再燃した。

### 第2次コートジボワール内戦

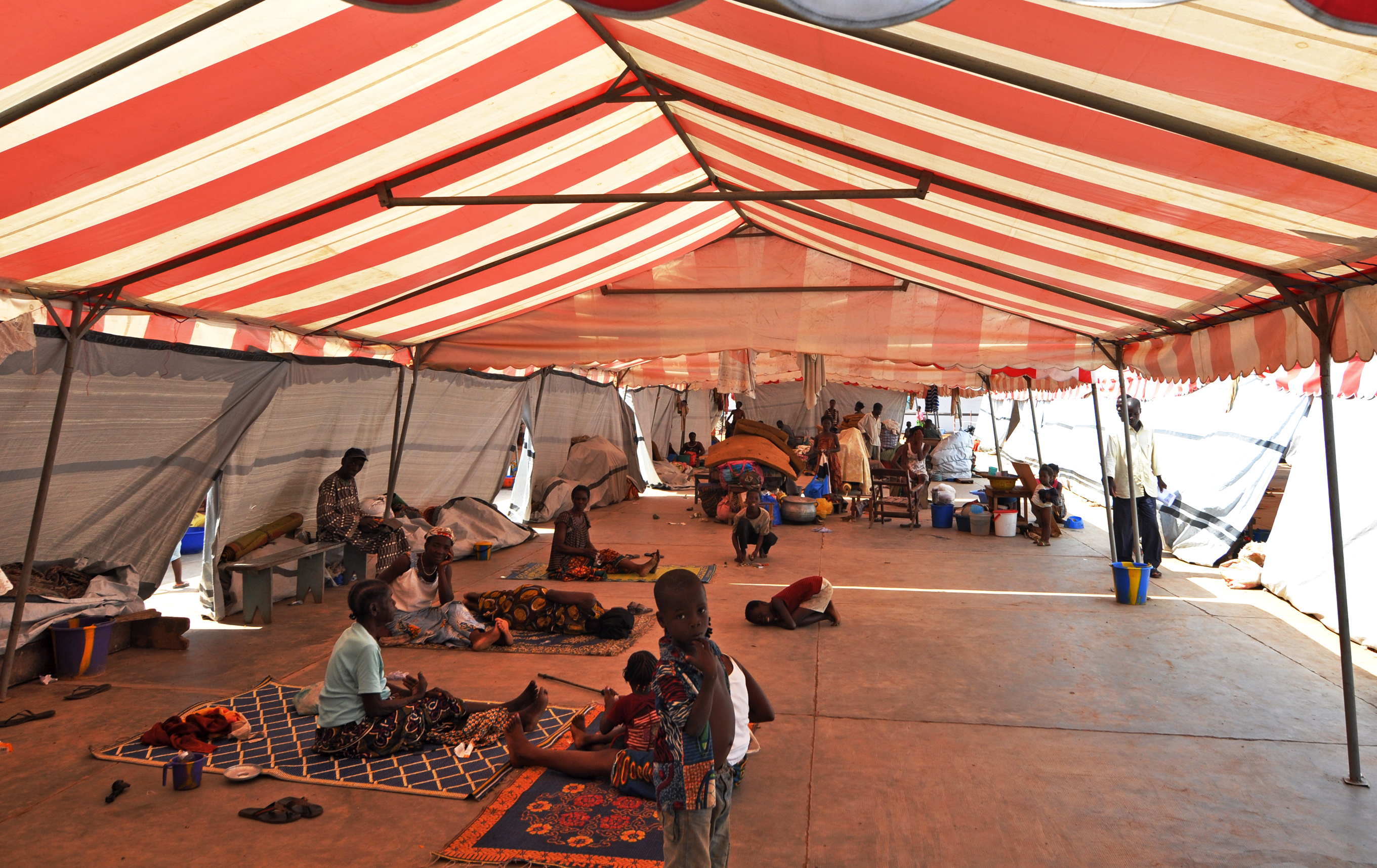
国内避難民のシェルター（2011年）

2010年10月31日、内戦終結後の和平プロセスの停滞から再三延期されていた大統領選挙が行われた。選挙には14人が立候補し、過半数を得た候補者はおらず、現職のローラン・バグボ大統領（Laurent Gbagbo、2000年10月26日就任、イボワール人民戦線）と野党を率いるアラサン・ワタラ元首相の上位2人が決選投票に進み、11月28日に投票が行われた。選挙管理委員会は2日、ワタラ候補が投票総数54%を得て、45%のバグボ大統領を破ったと発表した。しかし、バグボ陣営はワタラ陣営による不正があったと主張し、バグボ大統領派の影響力が強く、中立性が疑われている憲法評議会は3日、「北部でワタラ陣営による投票行為の妨害や不正があった」として一部地域での投票結果を取り消し、バグボを当選者とすると発表した。これに反発してソロ首相は辞任した。
5日、バグボはアビジャンにおいて大統領就任宣誓式を行った。これに対抗してワタラも同じアビジャン市内のホテルで国連平和維持部隊に守られながら就任宣誓を行い、ソロ前首相の続投を承認した。欧米諸国や国連は、ワタラ当選の選管発表を支持するとの声明を出している。これによりコートジボワールは二重政府状態に陥り、混乱が続いた。二重政府のバグボ政権は12月6日にジルベール・アケ（Gilbert Marie N'gbo Aké）を首相に任命し、首相もギヨーム・ソロとアケのふたりが存在するという異常事態が続いた。
しかし、2011年4月11日、ワタラ側の軍の攻撃によってバグボが拘束され、バグボとアケの失脚が確定した。これを受け、4月12日にはバグボ側の軍の参謀総長や警察と憲兵隊のトップらがワタラに対して忠誠を誓い、5月6日にはワタラが就任宣誓を改めて行い、異常事態は解消された。

### ワタラ政権
アラサン・ワタラは2010年より大統領の任に当たっている。ワタラ大統領は2015年に再選、2020年11月には野党がボイコットした選挙で再び再選した。野党はウタラの3期目継続は違憲だと主張していたが、その後コートジボワール議会はワタラ大統領の3選を正式なものとして認めた。2023年10月、ワタラ大統領は内閣を解散し、パトリック・アチ首相及びすべての閣僚を解任した。新首相はロベール・ブグレ・マンベが任命された。

## 政治

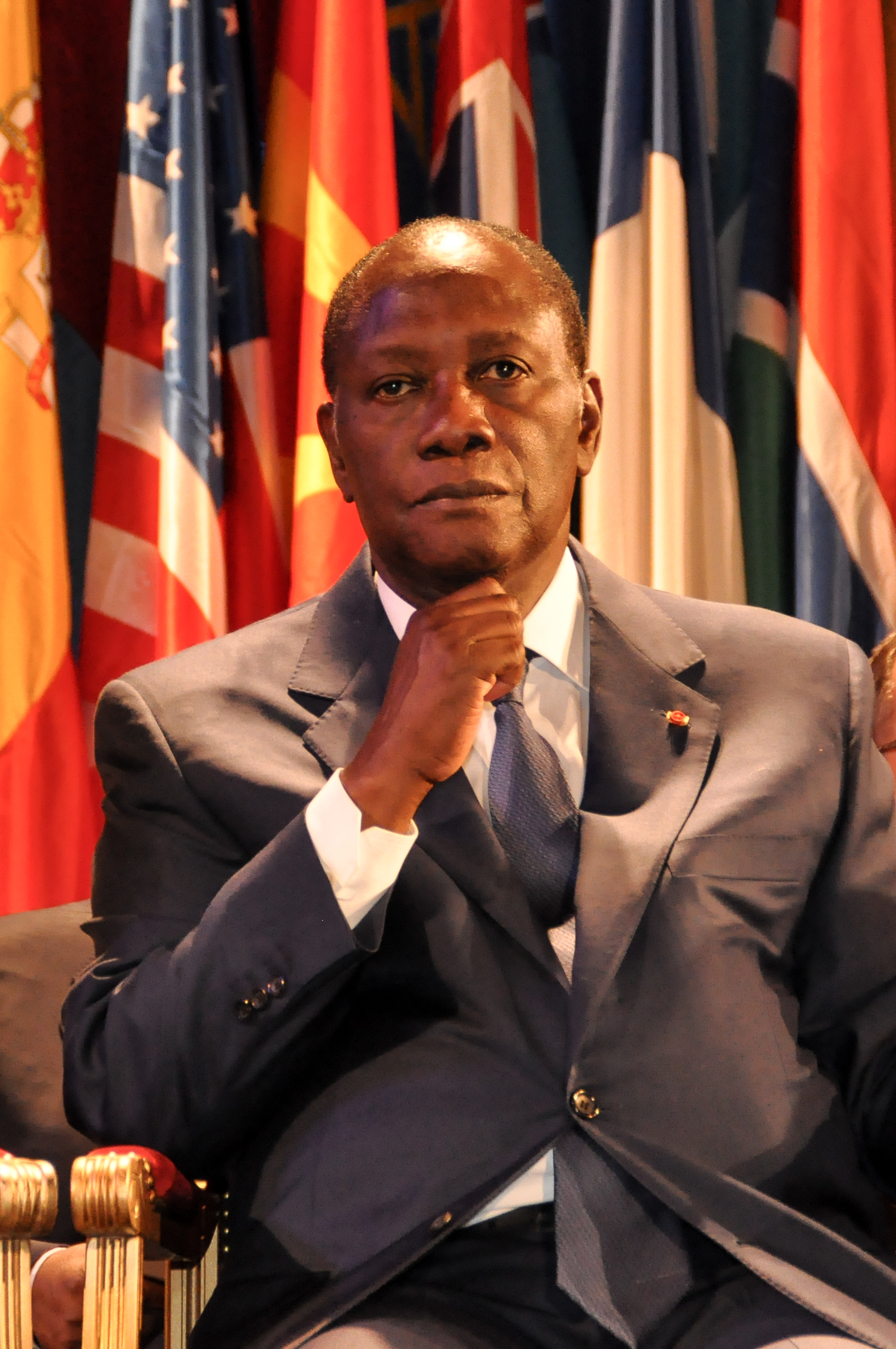
第5代大統領アラサン・ワタラ

大統領制を採る共和制国家。現在の憲法は3代目（第三共和政）で、2016年11月8日に公布されたもの。
国家元首は大統領で、現職はアラサン・ワタラ（Alassane Dramane Ouattara、2010年12月4日就任宣誓）。現職の副大統領はティエモコ・メイリエット・コネ（2022年4月19日就任）。政府の長は首相で、現職はパトリック・アチ（2021年3月8日就任）解任後ロベール・ブグレ・マンベが任命されている。大統領および副大統領が国内にいない場合は首相が大統領の代行を務める。大統領府は首都ヤムスクロと旧首都アビジャンの2ヶ所にあるが、主にアビジャンで執務を行っている。
立法は両院制を採用している。ただし2016年憲法以前は国民議会の一院制であった。上院は元老院で、間接的な普通選挙で選出された議員と大統領が任命した専門家から成る。下院は国民議会で、普通選挙によって議員を選出する。2016年憲法で誕生した元老院はヤムスクロに所在しているが、国民議会はアビジャンに所在したままである。国民議会の主要政党はイボワール人民戦線(FPI)、コートジボワール民主党(PDCI)、共和主義者連合(RDR)がある。
司法府の最高裁判所はアビジャンに所在する。

### 法律
コートジボワールの著作権法では、著作権の保護期間を「著作者の死後99年」と定めている。この規定は世界で2番目に長い保護期間である（2003年以降はメキシコの「100年」が最長）。

## 国際関係

### 日本との関係
- 在留日本人数 - 154名（2023年10月現在）[2]
- 在日コートジボワール人数 - 184名（2023年6月現在）[2]

## 軍事
コートジボワール軍は陸軍、海軍、空軍の三軍と憲兵隊、大統領親衛隊から構成される。兵制は選抜徴兵制である。人員は陸軍が6,500人、海軍が900人、空軍が700人、憲兵隊7,600人、大統領親衛隊1,350人である。2007年の国防予算は3億ドルだった。

## 地理

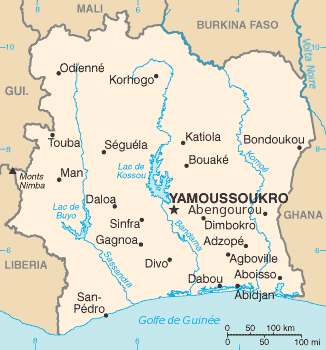
コートジボワールの地図

ケッペンの気候区分によれば、海岸部は高温多湿の熱帯性気候、内陸部のサバンナはサバナ気候に属する。1年の平均気温は25度C〜33度Cで、11月〜3月が暖かく乾燥、3月〜5月が暑く乾燥、6月〜10月が暑く湿潤と分けられる。
海岸には多数の川が注ぎ、ラグーンと熱帯雨林が発達する。最北部の500mへ徐々に高度を上げる。最高地点は西部国境のニンバ山（Nimba）で標高は1752m。
天然港が無く、高波と雨季の洪水が主な自然災害である。

## 地方行政区分

コートジボワールの地方

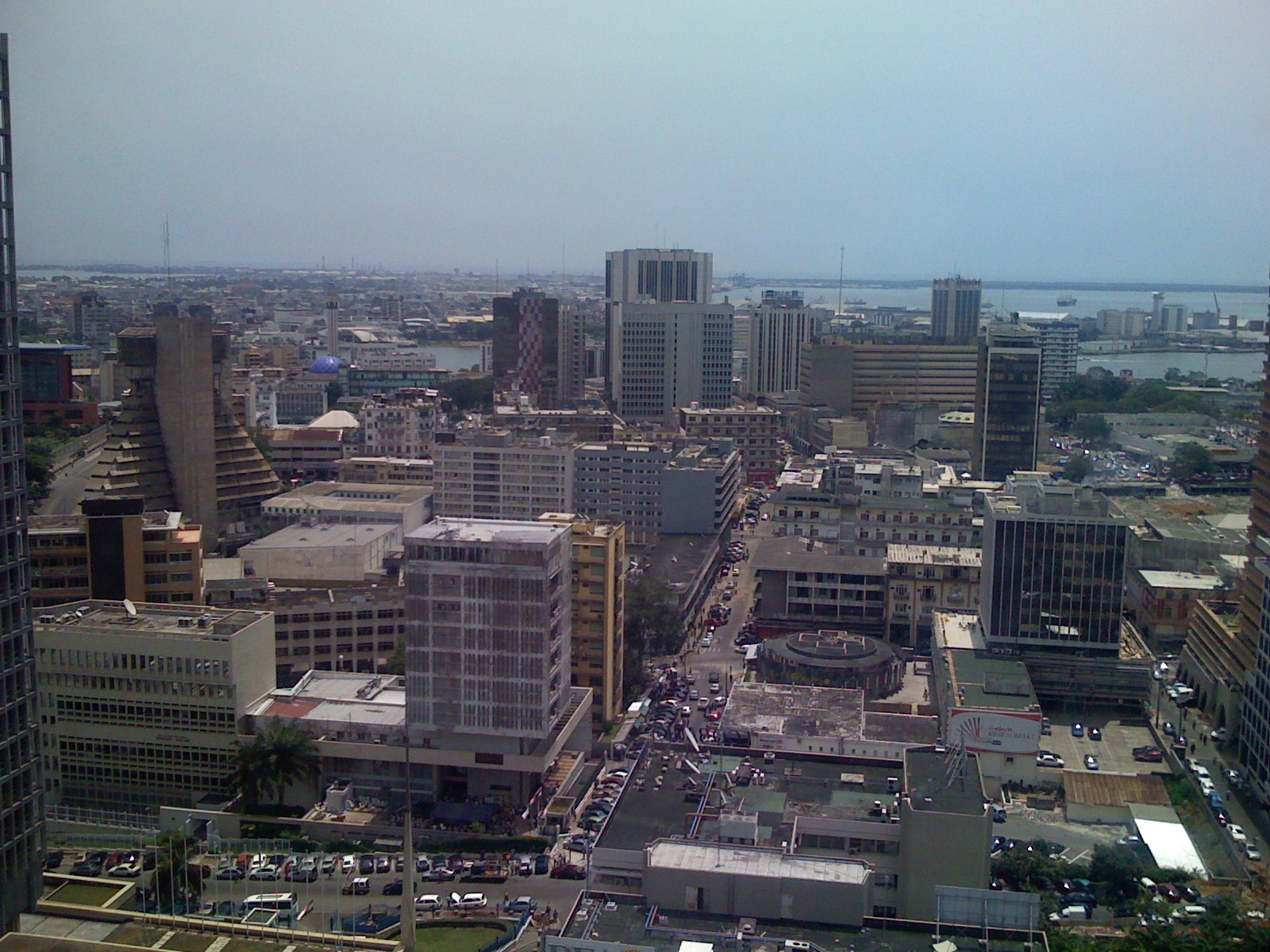
アビジャン中心街

コートジボワールは2011年以降、12の地方（District）と2つの自治区（Districts Autonome）から成る。
1. アビジャン自治区
2. 低サッサンドラ地方
3. コモエ地方
4. デンゲレ地方
5. ゴー＝ジブア地方
6. ラック地方
7. ラギューヌ地方
8. モンターニュ地方
9. サッサンドラ＝マラウェ地方
10. サヴァヌ地方
11. バンダマ渓谷地方
12. ウォロバ地方
13. ヤムスクロ自治区
14. ザンザン地方

### 主要都市
首都は国土中央部にあるヤムスクロであるが、最大都市は旧首都である南部のアビジャンである。アビジャンは国内最大の港湾を持ち、各種産業が集積して国内経済の中心地となっているほか、ヤムスクロに遷都後も政府機関のほとんどはアビジャンに残留したままであるため、首都機能は事実上アビジャンにある。これに次ぐ都市は中部にあるブアケである。ブアケは北部の中心都市であり、コートジボワールが南北に分かれ内戦が起きたときには北部勢力の拠点となっていた。このほか、西部にありカカオの集散地であるダロアや、そのカカオの輸出港である南西部のサン＝ペドロ、北部のコロゴなどが大きな都市である。

## 経済
IMFの統計によると、2013年の国内総生産（GDP）は約282億ドルであり、佐賀県とほぼ同じ経済規模である。また、同年の一人当たりGDPは1,175ドルであり、世界的には非常に低い水準である。独立後経済は順調に推移し、「西アフリカの優等生」と呼ばれ、「イボワールの奇跡」の下で比較的高い経済水準を維持した。一人当たりのGDPも他のブラックアフリカ諸国と比較した場合は低くない水準である。
主要産業はカカオ（世界一の輸出国）、コーヒー、イモ類、天然ゴムの生産を中心とする農業。他に鉱業（石油、ダイヤモンド）、林業、工業（食品加工、石油製品）も盛ん。カカオ、石油製品、材木の輸出が好調なことにより貿易は毎年約10億ドルの黒字を記録しているが、膨大な累積債務を抱え財政を圧迫。
2010年代以降、気候の変化により降水量が極端に減少。カカオの一大生産地であった地域でも農地が放棄される事例が出ている。2023年にも天候不順のため収穫量が前年比3-4割減少する出来事があった。
カカオ豆の栽培は、零細農家の手により行われているため、生産農家への見返りはチョコレート産業全体（約1000億ドル）の中で6%（約60億ドル）と少ない。このため2019年以降、隣国のガーナと共にカカオ豆の価格を管理する動きを見せている。
- 通貨：CFAフラン

## 国民

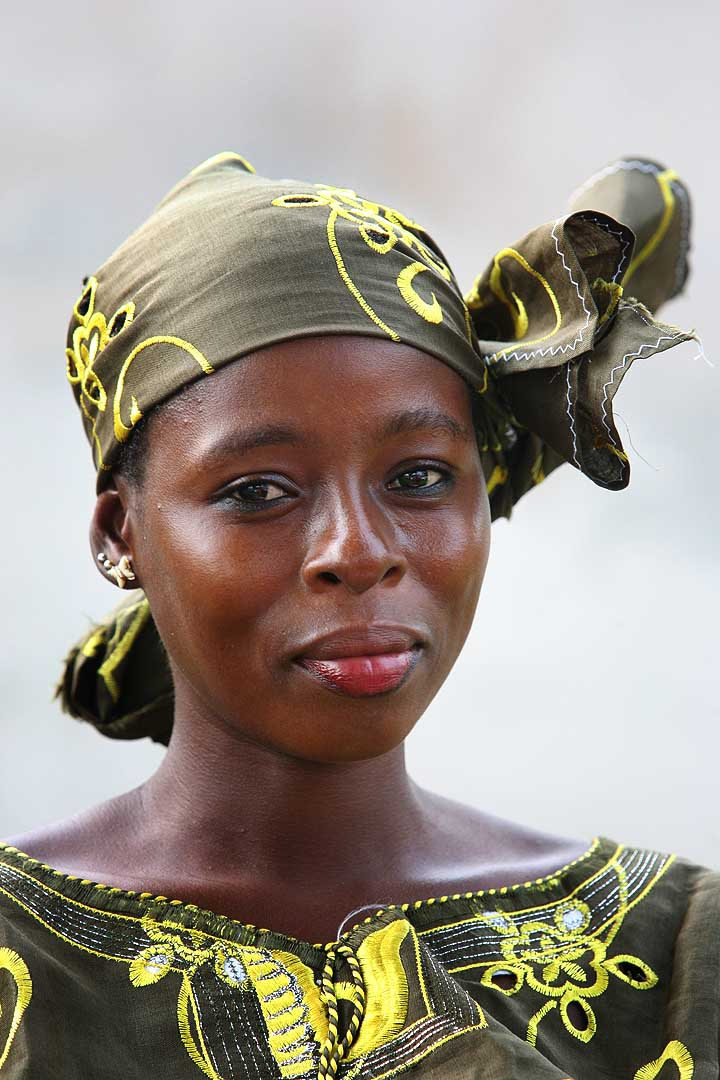
ヘッドタイを付けたコートジボワールの女性

### 民族
アカン系（バウレ人、アンイイ族など）、en:Ébrié Lagoon周辺に住むアカン人の潟湖系Lagunaire（エブリエ人など）、クル系（ベテ人、fr:Guérés、fr:Didasなど）、南東マンデ系（ダン人 Dan、グロ人 Gouro）、マンデ系（マリンケ人、ジュラ族など）、グル語群を話すヴォルタイック系（セヌフォ人、en:Lobi people、クランゴ族など）の6大グループがあり、国内には63もの民族が住んでいる。
フェリックス・ウフェ＝ボワニの政策により周辺国から多くの移民が流入した。

### 言語
公用語はフランス語である。他にジュラ語、バウレ語、セヌフォ語、ベテ語、ヤクバ語、アンイイ語、コロ・ジュラ語、セメ語などの各部族語も使用。

### 宗教
2008年の推計によれば、北部を中心にイスラームが国民の38.6%、南部を中心にキリスト教が国民の32.8%を擁し、土着の伝統宗教が11.9%、無宗教が16.7%である。

### 教育
6歳から12歳までの6年間が初等教育、12歳から16歳までの4年間が前期中等教育となり、16歳から19歳までの3年間の後期中等教育の後、高等教育への道が開ける。初等教育からフランス語は教授され、前期中等教育から英語などの外国語の教授が始まる。2000年の推計によれば、15歳以上の国民の識字率は48.7%（男性：60.8%、女性：38.6%）である。
主な高等教育機関としてココディ大学（1964）、ダボボ・アジャメ大学（1966）の名が挙げられる。通常の総合大学の他にもグランゼコールや各種高等専門学校が存在する。

## 治安
コートジボワールは2011年の内戦後、順調に治安が回復しているが、国軍の統制が執れていない事からトラブルが起き気味となっている。2017年1月及び5月に、中部の都市ブアケや商都アビジャンなどで軍兵士らが手当の支給を求めて軍施設内や街頭で威嚇射撃や道路封鎖を行なうなどの騒動が発生している。
最近では、内戦中に氾濫した武器を使用した強盗事件などの凶悪事件が発生している。犯行の内容としては深夜の住宅侵入強盗や、銀行から出て来たところや売上金の回収中を狙った強盗被害が多発している他、富裕層の住人の帰宅を待ち伏せし、銃器で脅迫して住宅に侵入し、家族全員を縛り上げるという荒々しい手口も目立ちがちになっていて、そこから強盗犯に抵抗して射殺される事案も発生しており、注意が必要とされている。
一方、地方においては一般強盗に加えて、道路封鎖強盗（木で道路をふさぎ、停止車両の乗客を銃器で脅して金品を強奪する手口）が発生している。内戦終結後、地方でも治安機関の展開が進んでいるもののいまだに車両や銃器といった装備が充分に配備されていないことから、治安そのものが完全に統制されるまでには至っていないのが現状である。
加えて、西アフリカにおけるテロの脅威が増しており、2016年3月にはグラン・バッサムに所在するビーチやホテルがマリを拠点とするイスラム過激派組織の襲撃を受け、外国人7名を含む19名が殺害されるテロ事件が発生したほか、2018年12月にはアビジャン市内の軍参謀司令本部及び西洋系ホテルの襲撃を計画していたテロリストがコートジボワールやマリの治安当局によって逮捕される事案、2020年6月には北東部国境軍・憲兵隊検問所がテロリストによって襲撃され、兵士10名が殺害される事件が発生している。

## 文化

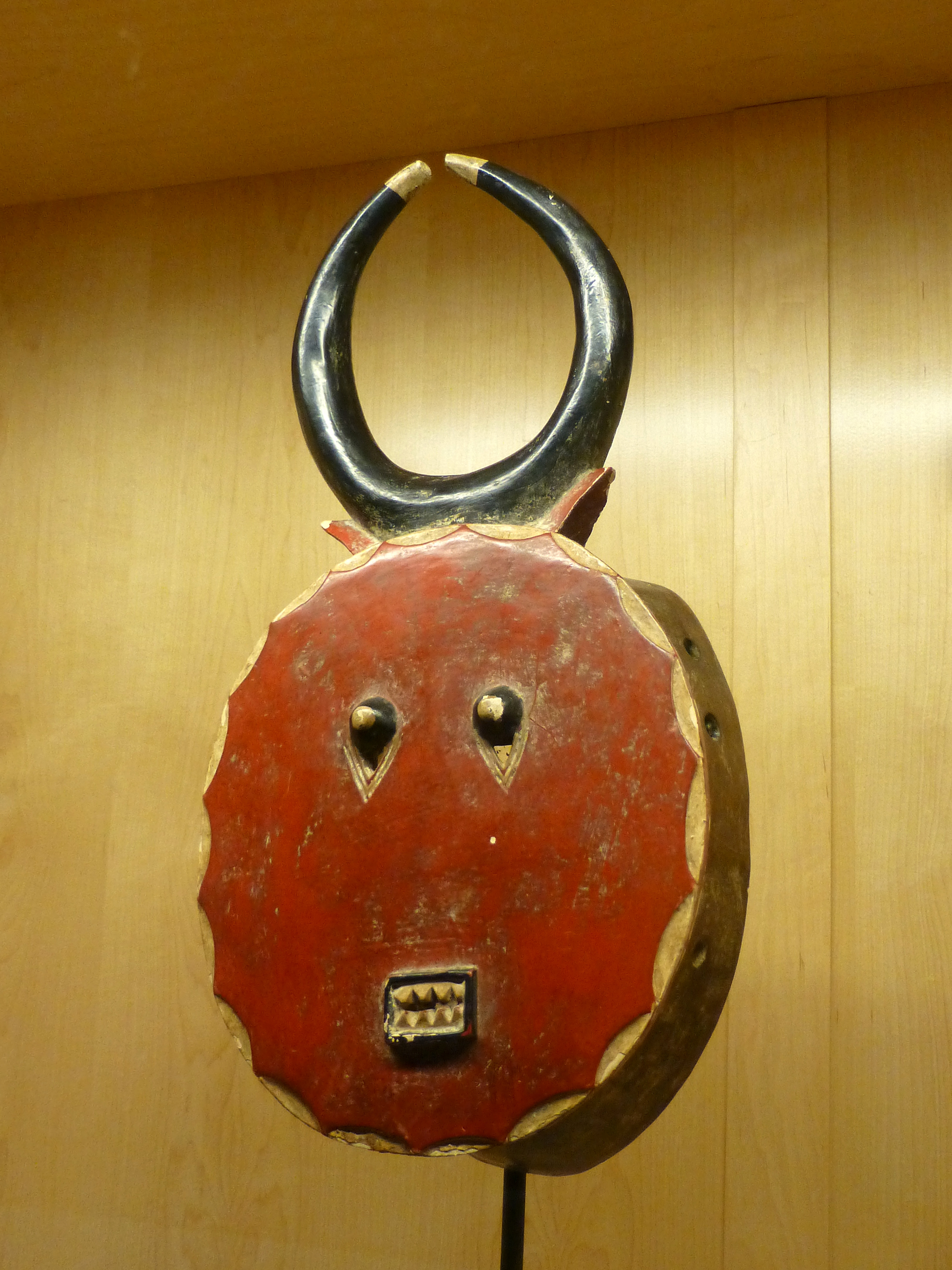
バウレ人の伝統舞踊ゴリ（Goli）で用いられる仮面の一つ、プレプレ（個人蔵）。

### 音楽
コートジボワールは、カリブ海のレゲエ、ラテン音楽や、アメリカ合衆国のソウル音楽やラップなどを受け入れてきた。国際的に音楽ジャンルを宣伝する方策は欠如しており、ナイジェリアのアフロビートのように、世界に普及させることはできていない。一時エルネスト・ジェジェによって伝統音楽を見直す潮流が出来たが、ジェジェが1983年に死去するとその試みは中断している。
一方レゲエやヒップ・ホップなどの外来音楽は盛んになった。アフリカン・レゲエの有名歌手としてアルファ・ブロンディが挙げられる。

### 美術
バウール、セノフォ、ダンの各民族は木彫の技術に優れており、それぞれの文化で多種多様な木製の仮面が作られている。コートジボワールの民族は神々を描くために戯画の中で動物を表現したり、死者の魂を表現するために仮面を用いる。
仮面は精霊の力を持っているために、特別に訓練された人以外は着用したり所有したりすることはタブーと考えられている。
これらの儀式的な仮面はそれぞれ魂や生命力を持つと考えられており、これを被ることによってその人は仮面が表すものへと変容すると信じられている。

### 文学
コートジボワールで特に有名な文学者はベルナール・ダディエであり、20世紀において最も優れたアフリカの作家の1人として数え上げられる。他の文学者にはアマドゥ・クルマ、ジャン・マリー・アディアフィ、アイセイ・ビトン・クーリバリ、ゼグア・グベシ・ノカン、ティディアネ・デム、アマドゥ・コネ、グロブリ・ジリグノン、ポール・ヤオ・アコト、ジェローム・カルロス、モーリス・バンダマンなどが挙げられている。
また同国は、アフリカ大陸において女性作家を輩出して来た国であり、代表にシモーヌ・カヤが挙げられる。カヤは自伝小説「ファトゥ・ボリ(Fatou BOLLI)」を出版したことで知られている。

### 世界遺産
コートジボワール国内には、ユネスコの世界遺産リストに登録された自然遺産が3件、文化遺産が1件、合わせて4件が存在する。

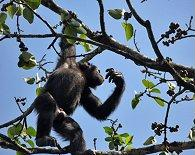
ニンバ山厳正自然保護区 - (1981年、自然遺産)
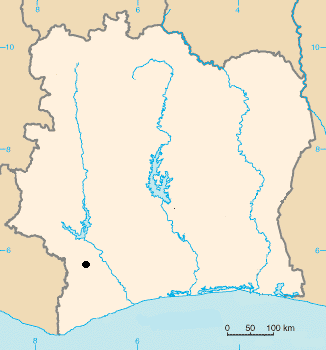
タイ国立公園 - (1982年、自然遺産)
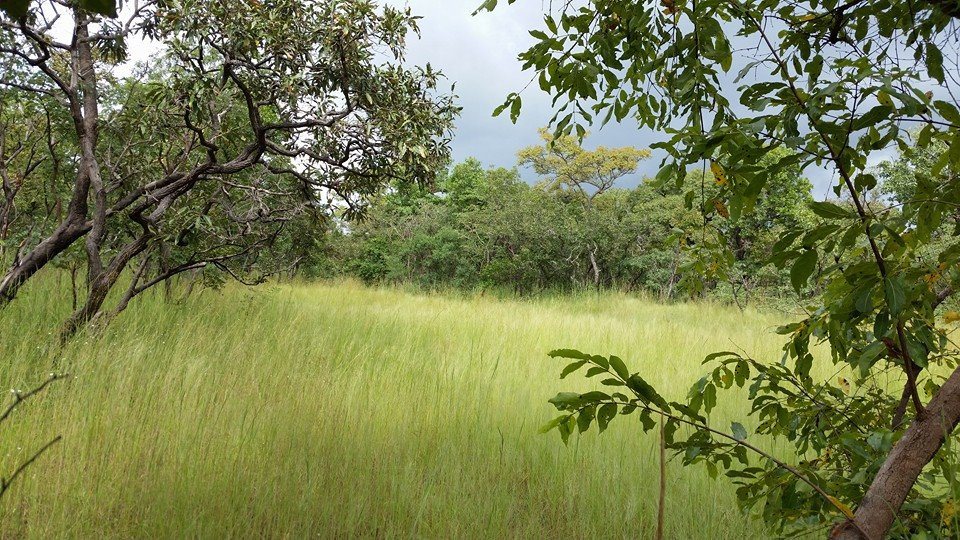
コモエ国立公園 - (1983年、自然遺産)
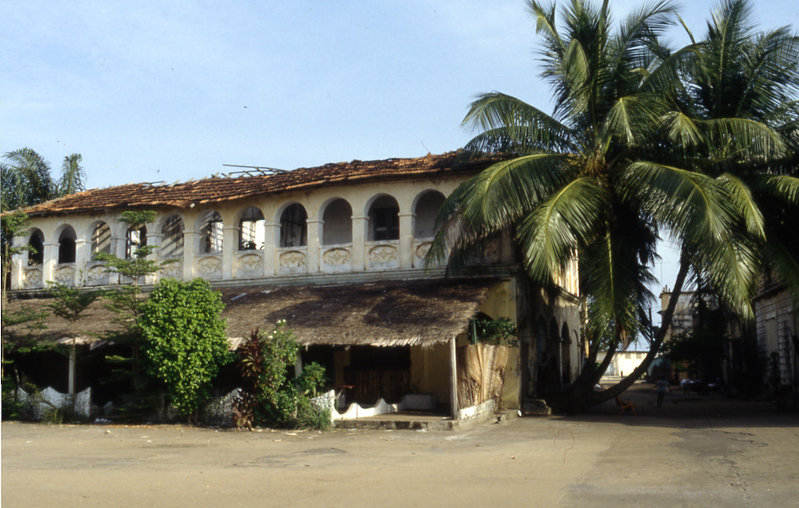
グラン・バッサムの歴史都市 - (2012年、文化遺産)

また、無形文化遺産にはコートジボワール単独のものとして『アファウンカハのグボフェ「ダグバナ社会の横吹きラッパの音楽」』（2008年）や「ザウリ: コートジボワールのグロ人諸共同体のポピュラー音楽と踊り」（英: Zaouli, popular music and dance of the Guro communities in Côte d'Ivoire; 2017年）、他2国との共同によるものとして「マリ、ブルキナファソ、コートジボワールのセヌフォ族のバラフォンにまつわる文化的な慣習と表現」（2012年）が登録されている。

### 祝祭日
| 日付               | 日本語表記                     | 現地語表記                              | 備考             |
| ------------------ | ------------------------------ | --------------------------------------- | ---------------- |
| 1月1日             | 元日                           | JOUR DE L'AN                            |                  |
| 復活祭翌日         | イースターマンデー             | LUNDI DE PÂQUES                         | クリスチャンのみ |
| 5月1日             | 労働記念日、メーデー           | FÊTE DE TRAVAIL                         |                  |
| 復活祭39日後       | 昇天祭                         | ASCENSION                               | クリスチャンのみ |
| 復活祭50日後       | ホイット・マンデー、聖霊降臨祭 | LUNDI DE PENTECÔTE                      | クリスチャンのみ |
| 8月7日             | ナショナル・デー、独立記念日   | FÊTE NATIONALE DE L'INDÉPENDANCE        |                  |
| 8月15日            | 聖母の被昇天                   | ASSOMPTION                              | クリスチャンのみ |
| 11月1日            | 万聖節                         | TOUSSAINT                               | クリスチャンのみ |
| 11月15日           | 平和の日                       | JOURNÉE NATIONALE DE LA PAIX            |                  |
| 12月25日           | クリスマス                     | NOËL                                    | クリスチャンのみ |
| イスラム陰暦不確定 | タバスキ、犠牲祭               | TABASKI                                 | ムスリムのみ     |
| イスラム陰暦不確定 | モハメッド生誕記念日           | ANNIVERSAIRE DE LA NAISSANCE DE MOHAMED | ムスリムのみ     |
| イスラム陰暦不確定 | 祈祷祭翌日                     | LA NUIT DE DESTIN                       | ムスリムのみ     |
| イスラム陰暦不確定 | 断食明け祭                     | RAMADAN                                 | ムスリムのみ     |

幾つかの祝祭日は信仰する宗教や宗派により違ってくる。イスラーム関連の祝祭日に関してはイスラム暦によるため直前にならないと確定しないだけではなく、年によりいつごろの季節になるかさえ違ってくる。

### スポーツ
サッカー

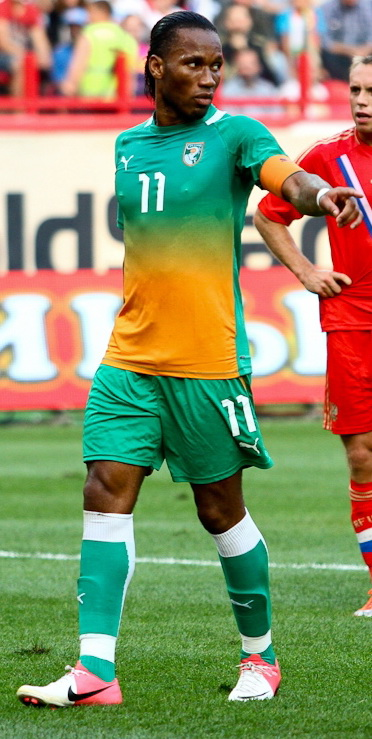
ディディエ・ドログバ (2012年)

コートジボワール国内でも他のアフリカ諸国同様、サッカーが圧倒的に1番人気のスポーツとなっている。特に国の英雄的な存在であるディディエ・ドログバは、2度のアフリカ年間最優秀選手賞や2度のプレミアリーグ得点王など数々の栄誉を手にし、アフリカ大陸を象徴するアスリートとしても名高い。
コートジボワールサッカー連盟によって構成されるサッカーコートジボワール代表は、FIFAワールドカップには2006年大会で初出場を果たし、以後2010年大会と2014年大会にも3大会連続で出場している。アフリカネイションズカップでは1992年大会、2015年大会、2023年大会と3度の優勝を飾っている。
モータースポーツ
自動車競技の世界ラリー選手権（WRC）では、ラリー・コートジボワールが1972年から1992年まで開催されていた。このイベントではサファリラリー同様「日本車・日本人勢」が速さを見せており、篠塚建次郎が2度の総合優勝を飾っている。これは日本人の初、かつ唯一のWRCイベント総合優勝の記録でもある。現在でも地域選手権の一戦として行われている。

## 著名な出身者
- アマドゥ・クルマ - 作家
- ポール・シカ - アーティスト
- ファディカ・クラモ＝ランシネ - 映画監督
- ロジャー・ニョアン・ムバラ - 映画監督
- アルファ・ブロンディ - レゲエ歌手
- ディディエ・ドログバ - 元サッカー選手
- コロ・トゥーレ - 元サッカー選手
- ヤヤ・トゥーレ - 元サッカー選手
- エマニュエル・エブエ - 元サッカー選手
- サロモン・カルー - 元サッカー選手
- ウィルフリード・ボニー - サッカー選手
- ジェルヴィーニョ - サッカー選手
- セルジュ・オーリエ - サッカー選手
- エリック・バイリー - サッカー選手
- フランク・ケシエ - サッカー選手